# Ellen Arthurová
Ellen Lewisová Herndonová Arthurová (30. srpna 1837 Culpeper, Virginie – 12. ledna 1880 New York) byla manželkou 21. prezidenta USA Chestera Arthura a oficiálně byla první dámou USA, tuto funkci místo ní vykonávala prezidentova sestra Mary McElroyová, neboť Ellen Arthurová zemřela o rok dříve, než se její muž stal prezidentem.